# Revue Adolescence
La revue Adolescence est une revue semestrielle à comité de lecture de psychanalyse et de psychologie.

## Historique
Cette revue est créée en 1983, à l'initiative du psychanalyste Philippe Gutton, qui la dirige jusqu'en 2014. Elle est destinée aux psychanalystes, psychologues et universitaires intéressés par les recherches théorico-cliniques concernant l'adolescence. La revue est actuellement publiée avec le concours du Centre national du livre et de l'université de Paris, et éditée par le GREUPP. Elle est dirigée par un Comité de co-direction dont les membres sont Isée Bernateau, Manuella De Luca, Estelle Louët et Nicolas Rabain.
C'est une revue scientifique à comité de lecture. Elle est référencée en psychologie par l'HCERES. Elle est également référencée par PsycINFO, la base interbibliothèques Mir@bel ou encore JournalBase, la base de données du CNRS.